# Little Rock Central High School

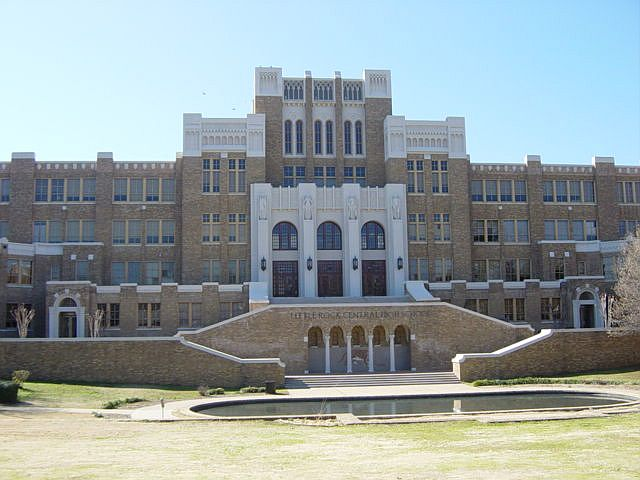
Little Rock Central High School

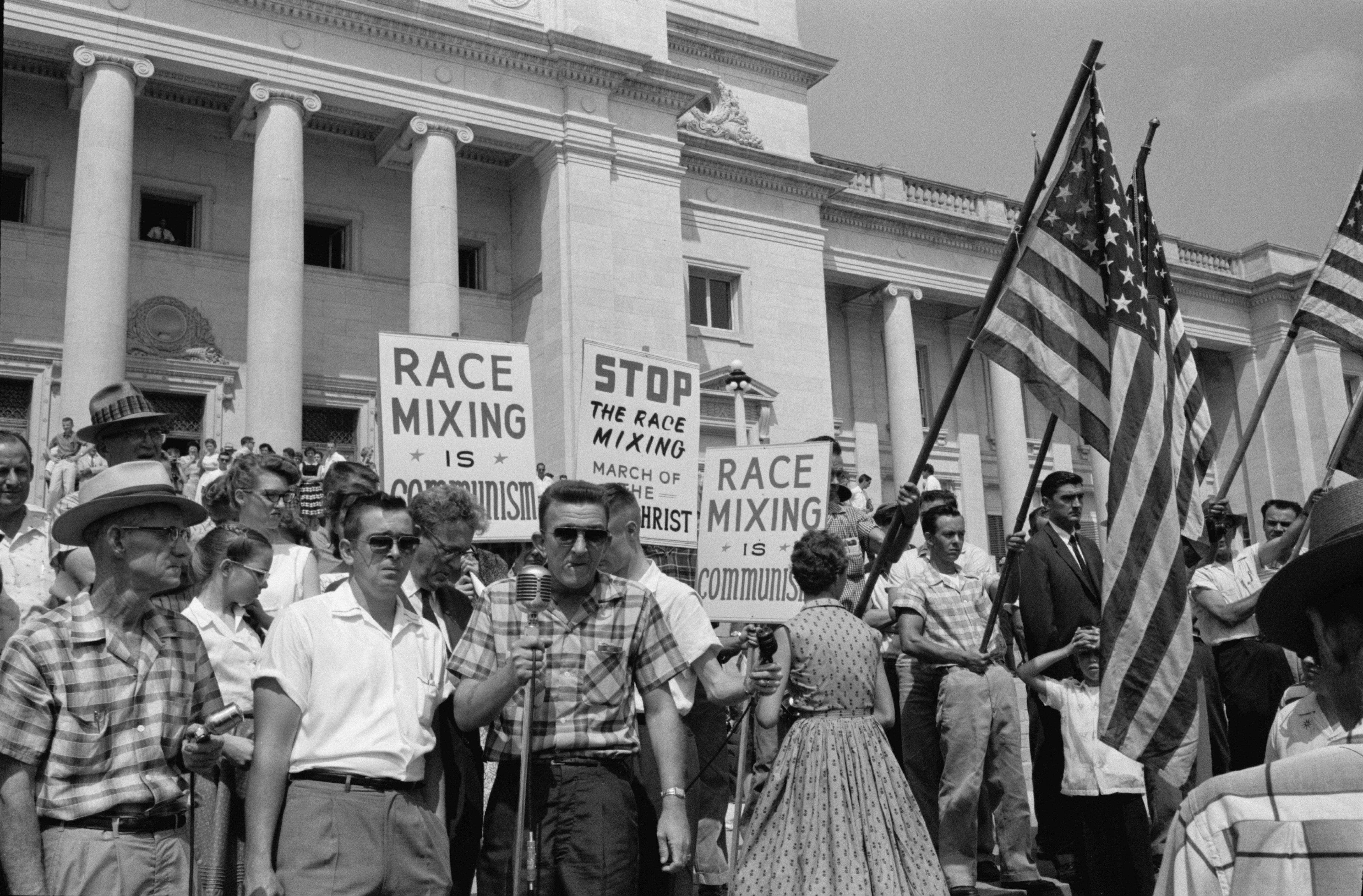
Demonstration gegen die Aufnahme schwarzer Jugendlicher, der Little Rock Nine; einige Schilder tragen den Schriftzug Race Mixing is Communism („Rassenmischung ist Kommunismus“); ein anderes Stop the race mixing march of the Antichrist („Haltet den rassenvermischenden Vormarsch des Antichristen auf“).

Die Little Rock Central High School ist eine High School in Little Rock, der Hauptstadt des US-Bundesstaates Arkansas in den Vereinigten Staaten.

## Geschichte
1927 wurde die Schule erbaut; sie galt damals mit Baukosten von 1,5 Mio. US-Dollar als die teuerste und eine der größten und schönsten Schulen in den Vereinigten Staaten. 1957 war die Schule Schauplatz von weltweit beachteten Auseinandersetzungen und entsprechender Berichterstattung. Drei Jahre nach der offiziellen Aufhebung der Rassentrennung an Schulen waren neun afroamerikanische Schüler, die im Verlauf der Ereignisse bekannt wurden als die Little Rock Nine, die ersten Afroamerikaner, welche die Little Rock Central High School besuchen durften. Um diesen neun Schülern den Zutritt zu dem Gebäude zu verweigern, ließ Orval Faubus, damaliger Gouverneur des Bundesstaates, zum ersten Schultag die Nationalgarde antreten. Weiterhin kam es zu Unruhen durch eine Demonstration von über 1000 aufgebrachten Weißen. Einige Tage gelang es der Garde, den Schulbesuch der Little Rock Nine zu verhindern; dann musste Faubus infolge eines Gerichtsentscheids die Garde zurückziehen. Zudem stellte sich Dwight D. Eisenhower (US-Präsident von 1953 bis 1961) gegen ihn; Eisenhower unterstellte alle Polizei- und Armeeeinheiten von Arkansas unter Bundeskommando und schickte Truppen der 101. US-Luftlandedivision nach Little Rock, um die schwarzen Schüler auf dem Schulweg und im Gebäude zu schützen.
1964 drehte Charles Guggenheim einen Dokumentarfilm über die Little Rock Nine, der mit dem Oscar als bester Dokumentar-Kurzfilm ausgezeichnet wurde (Nine from Little Rock).
Die LR Central High hat ein hohes Ansehen, sie gilt als eine der „16 best high schools in preparing students for college“ in den USA. In einem Ranking der besten High-Schools des Landes des Nachrichtenmagazins Newsweek von 2008 belegte die Little Rock Central High School Platz 36. Den Wettbewerb National Fed Challenge gewannen die Schüler der LRCHS 2007 und 2008.

## National Historic Landmark
Am 19. August 1977 wurde die Schule in das National Register of Historic Places aufgenommen. Wegen ihrer historischen Bedeutung als wichtiger Schauplatz während der Bürgerrechtsbewegung in den USA um 1957 wurde die Little Rock Central High School am 20. Mai 1982 zur National Historic Landmark erklärt. Sie ist eine der 16 historischen Stätten in Arkansas. Am 16. August 1996 wurde die Schule als Contributing Property Teil des Central High School Neighborhood Historic District. Am 6. November 1998 erklärte der Kongress der Vereinigten Staaten die Little Rock Central High School zu einer National Historic Site, also einer historisch extrem bedeutsamen Stätte. Am Schulgebäude befindet sich zudem ein Visitor Center, welches eine Ausstellung zur Geschichte der Schule zeigt.